# クレンザー
クレンザー（英: cleanser）とは、主としてケイ酸鉱物などを研磨材として含んだ、食器や金属器を洗浄するための洗剤。
日本では家庭用品品質表示法の適用対象とされており、雑貨工業品品質表示規程で「研磨材及び界面活性剤その他の添加剤から成り、主として研磨の用に供せられるもの（つや出しの用に供せられるものを除く）をいう」と定義されている。

## 概要
クレンザーの他の洗剤との違いは、表面を研磨するための研磨材を含む点である。現在のクレンザーに含まれる研磨成分の直径は約数十μmほどと小さく、これらの粒子が金属などの表面に付着した汚れを物理的に削り取るため、界面活性剤だけでは落としにくい焦げ付きや錆びなど不溶性の汚れを落とすことができる。
この研磨成分は非常に硬いため、漆器や塗装面に使用すると漆や塗料を削り、剥がしてしまう恐れがあるため適さない。また、金や銀についても同じように傷つけてしまうことで輝きが失われてしまうため、使用は控えるべきである。
クレンザーは、粉末クレンザーと液体クレンザーに大きく分けられる。両者の違いは主に含まれる研磨材の割合の違いである。粉末クレンザーは研磨材を90%ほど含んでいるのに対し、液体クレンザーでは、50%前後である。
両者とも用途や成分などに大差はないが、粉末クレンザーのほうがより洗浄効果が大きく、液体クレンザーは粉末のように周りに飛散することがないため、使用しやすいと言われている。

## 歴史
クレンザーの現れる前まで、金属器を磨くために磨き砂と呼ばれる炭酸カルシウムを主とした磨き粉が用いられていた。これらは単に細かい粒子で表面を磨くだけのであり、界面活性剤を含んでおらず洗浄能力はそれほど高いものではなかった。
このため日本では大正時代から、この磨き砂に石鹸などの洗浄成分を配合した、食器など台所用品に特化したクレンザーが発売されるようになった。その後、石鹸に変わり合成洗剤が利用されるようになるとクレンザーにもそれらが配合されはじめるなど、配合する成分が変化するとともに、研磨材なども炭酸カルシウムからシリカやゼオライトなどケイ酸を主とするものに変化してきた。
クレンザーは昭和時代前半から一般に普及し始め、中期には広く利用されるようになるが、その後、高性能な合成洗剤の増加に押され、台所洗剤の主役を譲ることとなった。
しかし、現在でも、流し台やガスコンロなどの洗浄などにおいて需要は大きい。